# Haploa confinis
Haploa confinis là một loài bướm đêm thuộc phân họ Arctiinae, họ Erebidae.